# Piero Costa
Piero Costa (Túnez, 4 de junio de 1913-Roma, 24 de abril de 1975) fue un guionista y director de cine italiano.

## Filmografía completa
| (como guionista y director) - Un alibi per morire (1962) - Los mercenarios (1961) - La muchacha de la plaza de San Pedro (1958) - Historia de una menor (1956) - La catena dell'odio (1955) - La barriera della legge (1954) - Aeroporto (1944) (como director) - L'ultima gara (1954) |